# آندرانومیادی
آندرانومیادی (به لاتین: Andranomiady) یک منطقهٔ مسکونی در ماداگاسکار است که در ناحیه فاراتسیهو واقع شده‌است. آندرانومیادی ۶٬۰۰۰ نفر جمعیت دارد و ۱٬۴۲۹ متر بالاتر از سطح دریا واقع شده‌است.